# Syllitus stellamontis
Syllitus stellamontis là một loài bọ cánh cứng trong họ Cerambycidae.